# 도르트문트 공항

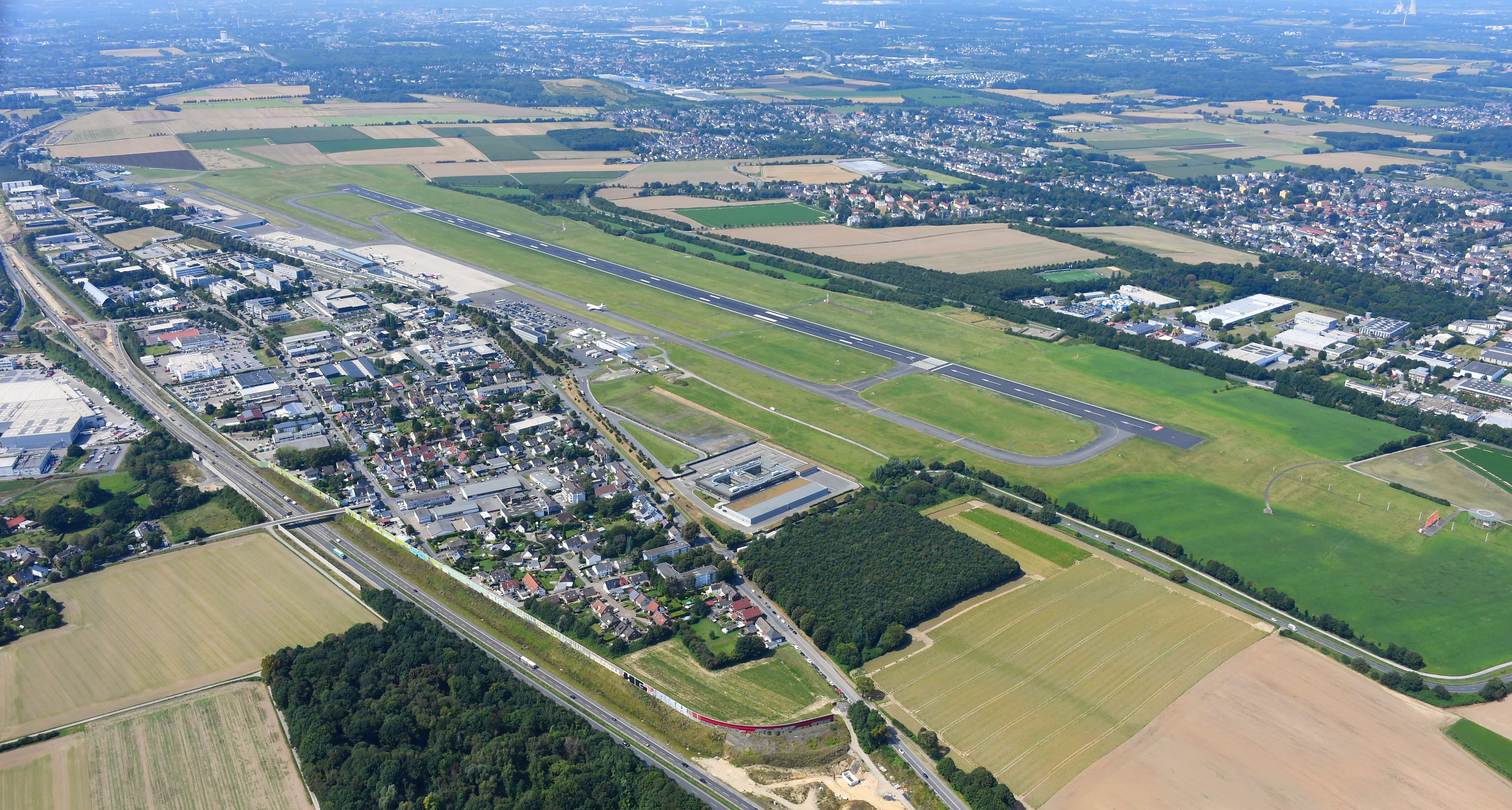

도르트문트 공항(Dortmund Airport, IATA: DTM, ICAO: EDLW)은 독일 노르트라인베스트팔렌주 도르트문트에서 동쪽으로 10킬로미터 지점에 위치한 국제공항이다. 2020년 공항 승객 수는 1,220,624명이다. 가장 근접한 국제공항은 뒤셀도르프 공항으로, 남서쪽으로 약 70킬로미터 지점에 위치한다.

## 같이 보기
- 독일의 대중교통